# Shillay (Pabbay)
Shillay (en gaélico escocés: Siolaigh) es una isla deshabitada localizada 2 km al norte de Pabbay, en el grupo de las Hébridas Exteriores, en Escocia.
El nombre de la isla procede del nórdico antiguo, selr-øy, que significa "isla de la foca". En efecto, la isla alberga una importante colonia de foca gris (Halichoerus grypus).
No hay evidencia de poblamiento alguno de la isla a lo largo de la Historia.
- Datos: Q1917838
- Multimedia: Siolaigh / Q1917838